# Тулупова, Валентина Яковлевна
Валенти́на Я́ковлевна Тулу́пова (12 июля 1914, Самара — 10 февраля 2003, Омск) — советская российская артистка балета, балетмейстер, педагог. Заслуженный деятель искусств РСФСР (1958), почётный гражданин города Омска.

## Биография
Свою профессиональную деятельность начала в 16 лет. Работала в Иркутском и Ташкентском театрах оперы и балета. В 18 лет становится солисткой балета, работает в театрах музыкальной комедии Хабаровска, Куйбышева, синтетическом театре Торского в Омске.
В 1950 году Валентина Яковлевна была назначена главным балетмейстером Омского театра музыкальной комедии и проработала на этом творческом посту почти 40 лет. Была постановщиком хореографических партитур к более чем 170 спектаклям, среди которых 4 авторских балета, свыше 730 актёрских танцев и 520 балетных номеров. Её работы в числе спектаклей: «Прекрасная Елена» Ж. Оффенбаха, «Яблочный сад» А. Флярковского, «Бабий бунт» Е. Птичкина, «Свадьба в Малиновке» Б. Александрова, «Мистер Икс» И. Кальмана. 7 спектаклей Омского театра музыкальной комедии разных лет за постановку танцев были отмечены дипломами I и II степени.
Тулупова воспитала ряд талантливых молодых солистов, передав им свой опыт и знания. Среди учеников — Валентина Бойко, Валентина Загуменная, Ирина Кашапова, Светлана Кедровская, Геннадий Коробейников, Светлана Маслак, Тамара Тзапташвили, Елена Шихова.
Валентина Яковлевна внесла огромный вклад в развитие художественной самодеятельности и народных театров Омска, за что была многократно отмечена дипломами, грамотами, памятными знаками.
Умерла 10 февраля 2003 года. Похоронена на Старо-Восточном кладбище.
На доме № 53 по улице Ленина в Омске, где проживала Валентина Тулупова, установлена мемориальная доска

## Награды
Награждена орденами Трудового Красного Знамени и Дружбы народов, медалями «За оборону Сталинграда», «За доблестный труд в Великой Отечественной войне», «За победу над Германией» и другими.